# Mazuecos
Mazuecos è un comune spagnolo di 344 abitanti situato nella comunità autonoma di Castiglia-La Mancia.